# Premi César 1993
La cerimonia di premiazione della 18ª edizione dei Premi César si è svolta l'8 marzo 1993 al Théâtre des Champs-Élysées di Parigi. È stata presieduta da Marcello Mastroianni e presentata da Frédéric Mitterrand e Arielle Dombasle. È stata trasmessa da France 2.
Il film che ha ottenuto il maggior numero di candidature (dodici) e premi (cinque) è stato Indocina di Régis Wargnier.

## Vincitori e candidati
I vincitori sono indicati in grassetto, a seguire gli altri candidati.

### Miglior film
- Notti selvagge (Les nuits fauves), regia di Cyril Collard
- La crisi! (La crise), regia di Coline Serreau
- Un cuore in inverno (Un cœur en hiver), regia di Claude Sautet
- Indocina (Indochine), regia di Régis Wargnier
- Legge 627 (L.627), regia di Bertrand Tavernier
- Le petit prince a dit, regia di Christine Pascal

### Miglior regista
- Claude Sautet - Un cuore in inverno  (Un cœur en hiver)
- Cyril Collard - Notti selvagge (Les nuits fauves)
- Christine Pascal - Le petit prince a dit
- Bertrand Tavernier - Legge 627 (L.627)
- Régis Wargnier - Indocina (Indochine)

### Miglior attore
- Claude Rich - A cena col diavolo (Le souper)
- Daniel Auteuil - Un cuore in inverno  (Un cœur en hiver)
- Richard Berry - Le petit prince a dit
- Claude Brasseur - A cena col diavolo (Le souper)
- Vincent Lindon - La crisi! (La crise)

### Miglior attrice
- Catherine Deneuve - Indocina (Indochine)
- Anémone - Le petit prince a dit
- Emmanuelle Béart - Un cuore in inverno  (Un cœur en hiver)
- Juliette Binoche - Il danno (Damage)
- Caroline Cellier - Le zèbre

### Migliore attore non protagonista
- André Dussollier - Un cuore in inverno  (Un cœur en hiver)
- Fabrice Luchini - Il ritorno di Casanova (Le retour de Casanova)
- Jean-Pierre Marielle - Max e Jeremie devono morire (Max & Jeremie)
- Patrick Timsit - La crisi! (La crise)
- Jean Yanne - Indocina (Indochine)

### Migliore attrice non protagonista
- Dominique Blanc - Indocina (Indochine)
- Zabou Breitman - La crisi! (La crise)
- Brigitte Catillon - Un cuore in inverno  (Un cœur en hiver)
- Michèle Laroque - La crisi! (La crise)
- Maria Pacôme - La crisi! (La crise)

### Migliore promessa maschile
- Emmanuel Salinger - La Sentinelle
- Xavier Beauvois - Nord
- Grégoire Colin - Olivier Olivier (Olivier, Olivier)
- Olivier Martinez - IP5 - L'isola dei pachidermi (IP5: L'île aux pachydermes)
- Julien Rassam - L'accompagnatrice (L'accompagnatrice)

### Migliore promessa femminile
- Romane Bohringer - Notti selvagge (Les nuits fauves)
- Isabelle Carré - Beau fixe
- Linh Dan Pham - Indocina (Indochine)
- Charlotte Kady - Legge 627 (L.627)
- Elsa Zylberstein - Beau fixe

### Migliore sceneggiatura originale o miglior adattamento
- Coline Serreau - La crisi! (La crise)
- Michel Alexandre e Bertrand Tavernier - Legge 627 (L.627)
- Cyril Collard e Claude Sautet - Notti selvagge (Les nuits fauves)
- Arnaud Desplechin - La Sentinelle
- Jacques Fieschi - Un cuore in inverno  (Un cœur en hiver)

### Migliore fotografia
- François Catonné - Indocina (Indochine)
- Yves Angelo - L'accompagnatrice (L'accompagnatrice)
- Yves Angelo - Un cuore in inverno  (Un cœur en hiver)
- Robert Fraisse - L'amante (L'amant)

### Miglior montaggio
- Lise Beaulieu - Notti selvagge (Les nuits fauves)
- Noëlle Boisson - L'amante (L'amant)
- Geneviève Winding - Indocina (Indochine)

### Migliore scenografia
- Jacques Bufnoir - Indocina (Indochine)
- François de Lamothe - A cena col diavolo (Le souper)
- Hoang Thanh At - L'amante (L'amant)

### Migliori costumi
- Sylvie de Segonzac - A cena col diavolo (Le souper)
- Pierre-Yves Gayraud e Gabriella Pescucci - Indocina (Indochine)
- Yvonne Sassinot de Nesle - L'amante (L'amant)

### Migliore musica
- Gabriel Yared - L'amante (L'amant)
- René-Marc Bini - Notti selvagge (Les nuits fauves)
- Georges Delerue - Diên Biên Phú
- Patrick Doyle - Indocina (Indochine)

### Miglior sonoro
- Dominique Hennequin e Guillaume Sciama - Indocina (Indochine)
- Paul Lainé e Gérard Lamps - L'accompagnatrice (L'accompagnatrice)
- Pierre Lenoir e Jean-Paul Loublier - Un cuore in inverno  (Un cœur en hiver)

### Miglior film straniero
- Tacchi a spillo (Tacones lejanos), regia di Pedro Almodóvar
- Mariti e mogli (Husbands and Wives), regia di Woody Allen
- Casa Howard, regia di James Ivory
- I protagonisti (The player), regia di Robert Altman
- L'amante (L'amant), regia di Jean-Jacques Annaud

### Migliore opera prima
- Notti selvagge (Les nuits fauves), regia di Cyril Collard
- Nord, regia di Xavier Beauvois
- Riens du tout, regia di Cédric Klapisch
- La Sentinelle, regia di Arnaud Desplechin
- Le zèbre, regia di Jean Poiret

### Miglior cortometraggio
- Versailles Rive-Gauche, regia di Bruno Podalydès
- Le balayeur, regia di Serge Elissalde
- Hammam, regia di Florence Miailhe
- Omnibus, regia di Sam Karmann

### Premio César onorario
- Jean Marais
- Marcello Mastroianni
- Gérard Oury

### Omaggio
- Arletty
- Marlene Dietrich
- Audrey Hepburn